# ウインズ難波
ウインズ難波（ウインズなんば）は、大阪府大阪市浪速区難波中にある日本中央競馬会 (JRA) の場外勝馬投票券発売所 (WINS) である。
2006年から2020年までの水曜日・木曜日は兵庫県競馬組合の場外勝馬投票券発売所難波場外発売所（なんばじょうがいはつばいじょ）として営業していた。

## 概要
京阪神急行電鉄（現・阪急電鉄）の子会社である京阪神競馬（京阪神不動産を経て現・京阪神ビルディング）が1956年、大阪球場に併設して開業した。従来、場外馬券売場は馬券を買うだけの場所であったが、ここは大阪球場の敷地内にあるため敷地も広く、全国唯一の「滞在型の場外馬券売場」であった。家主である大阪スタヂアムは1970年、競馬ファン相手の食堂を開業。人気を博したため店舗を拡大し、球場内外に大食堂街を形成した。外野席の下が場外本館で、場外別館の壁をスコアボードに利用していた。
大阪球場が取り壊された後は、跡地に開業したなんばパークスに2002年7月、大幅に増床した上でテナントとして入居。2007年4月のなんばパークスグランドオープン以降は、女性や家族連れの来場者が増えている。JRAウインズの中でも商業施設とタイアップした近未来型ウインズであり、子供連れで来場すると子供向けグッズを入手できることもある（不定期）。

## 交通
- 南海難波駅から徒歩3分。
- 地下鉄御堂筋線難波駅から徒歩5分、千日前線・四つ橋線難波駅から徒歩7分。
- 近鉄・阪神大阪難波駅から徒歩8分。
- JR難波駅から徒歩10分。
- ウインズ道頓堀からも徒歩圏内である。

## 発売・払戻時間

### 開催日
- 発売
  - 原則として9時から（前日発売は17時まで）
- 払戻
  - 原則として9時から

### 非開催日
- 毎週月曜・火曜の10時から16時まで払戻を行う（平成22年度より）

## 難波場外発売所
2006年から原則水曜日に難波場外発売所として兵庫県競馬組合（園田競馬場・姫路競馬場）の馬券が発売されるようになった。なお祝日やダートグレード競走が行われる場合にはその日に発売されることがあり、また発売なしの週もあった。
2011年1月13日からは兵庫県競馬組合（園田競馬場・姫路競馬場）の場外発売が毎週水曜日、木曜日に拡大する。
また門別競馬場・大井競馬場・川崎競馬場・高知競馬場で開催されるナイター競走の発売が行なわれることもあるが、この場合は前売りのみ（16:40まで）の発売となり、その翌日に臨時払戻を行う（行われない場合もあり、その場合は次の兵庫県競馬発売日に払い戻しを行う。また近所にあるDASH心斎橋に行けばその日のレース確定後から払い戻しが受けられる。）。また園田競馬場のナイター競走は金曜日に行われるので、発売されない。
難波場外発売所としての発売と払戻はウインズ難波の地下1階のみで行なわれる。
2020年12月3日の払戻業務を最後に（最終発売日は同年11月26日）新型コロナウイルス感染拡大防止の観点から園田・姫路競馬の場外発売・払戻が休止され、以降2年以上の間神戸場外発売所と共に休止状態にあった。2023年1月31日に兵庫県競馬組合は正式に場外発売・払戻を再開しないことを発表し、営業再開を迎えることなく園田・姫路競馬場外としての役割を終えた。